# Pinus pinceana
El pinyó, pi pinyoner-ploraner o pi pinyó (Pinus pinceana) és una espècie de conífera de la família Pinaceae. És endèmic del centre i nord de Mèxic on creix a les muntanyes semiàrides a una altitud entre 1.100 i 2.600 msnm.
Pot assolir una altura de 10 m, però generalment no supera els 5-6 m. S'utilitza com a fusta i llenya. Es considera en Perill d'Extinció per la Norma Oficial Mexicana 059.